# Onthophagus
Onthophagus là một chi bọ cánh cứng thuộc họ Scarabaeidae. Chi này gồm khoảng 2000 loài phân bố trên toàn cầu.

## Các loài tiêu biểu
- Onthophagus (Amphionthophagus) melitaeus (Fabricius, 1798)
- Onthophagus (Furconthophagus) furcatus (Fabricius, 1781)
- Onthophagus (Onthophagus) illyricus (Scopoli, 1763)
- Onthophagus (Onthophagus) taurus (Schreber, 1759)
- Onthophagus (Onthophagus) binodis (Thunberg, 1818)
- Onthophagus (Palaeonthophagus) albarracinus (Baraud, 1979)
- Onthophagus (Palaeonthophagus) angorensis (Petrovitz, 1963)
- Onthophagus (Palaeonthophagus) baraudi (Nicolas, 1964)
- Onthophagus (Palaeonthophagus) coenobita (Herbst, 1783)
- Onthophagus (Palaeonthophagus) cruciatus (Ménetriés, 1832)
- Onthophagus (Palaeonthophagus) dellacasai (Pittino & Mariani, 1981)
- Onthophagus (Palaeonthophagus) excisus (Reiche & Saulcy, 1856)
- Onthophagus (Palaeonthophagus) fissicornis (Steven, 1809)
- Onthophagus (Palaeonthophagus) fracticornis (Preyssler, 1790)
- Onthophagus (Palaeonthophagus) gazella (Fabricius, 1787)
- Onthophagus (Palaeonthophagus) gibbulus (Pallas, 1781)
- Onthophagus (Palaeonthophagus) grossepunctatus (Reitter, 1905)
- Onthophagus (Palaeonthophagus) joannae (Goljan, 1953)
- Onthophagus (Palaeonthophagus) kindermanni (Harold, 1877)
- Onthophagus (Palaeonthophagus) kolenatii (Reitter, 1893)
- Onthophagus (Palaeonthophagus) latigena (d'Orbigni, 1897)
- Onthophagus (Palaeonthophagus) lemur (Fabricius, 1781)
- Onthophagus (Palaeonthophagus) leucostigma (Steven, 1811)
- Onthophagus (Palaeonthophagus) lucidus (Sturm, 1800)
- Onthophagus (Palaeonthophagus) macedonicus (Miksic, 1959)
- Onthophagus (Palaeonthophagus) marginalis (Gebler, 1817)
  - Onthophagus (Palaeonthophagus) marginalis andalusicus (Waltl, 1835)
  - Onthophagus (Palaeonthophagus) marginalis marginalis (Gebler, 1817)
- Onthophagus (Palaeonthophagus) massai (Baraud, 1975)
- Onthophagus (Palaeonthophagus) merdarius (Chevrolat, 1865)
- Onthophagus (Palaeonthophagus) nuchicornis (Linnaeus, 1758)
- Onthophagus (Palaeonthophagus) opacicollis (Reitter, 1893)
- Onthophagus (Palaeonthophagus) ovatus (Linnaeus, 1767)
- Onthophagus (Palaeonthophagus) panici (Petrovitz, 1964)
- Onthophagus (Palaeonthophagus) ponticus (Harold, 1883)
- Onthophagus (Palaeonthophagus) ruficapillus (Brullé, 1832)
- Onthophagus (Palaeonthophagus) semicornis (Panzer, 1798)
- Onthophagus (Palaeonthophagus) sericatus (Reitter, 1893)
- Onthophagus (Palaeonthophagus) similis (Scriba, 1790)
- Onthophagus (Palaeonthophagus) stylocerus (Graëlls, 1851)
- Onthophagus (Palaeonthophagus) suturellus (Brullé, 1832)
- Onthophagus (Palaeonthophagus) tesquorum (Semenov-Tian-Shanskii & Medvedev, 1927)
- Onthophagus (Palaeonthophagus) trigibber (Reitter, 1893)
- Onthophagus (Palaeonthophagus) vacca (Linnaeus, 1767)
- Onthophagus (Palaeonthophagus) verticicornis (Laicharting, 1781)
- Onthophagus (Palaeonthophagus) vitulus (Fabricius, 1776)
- Onthophagus (Relictonthophagus) emarginatus (Mulsant & Godart, 1842)
- Onthophagus (Relictonthophagus) nigellus (Illiger, 1803)
- Onthophagus (Relictonthophagus) punctatus (Illiger, 1803)
- Onthophagus (Trichonthophagus) hirtus (Illiger, 1803)
- Onthophagus (Trichonthophagus) maki (Illiger, 1803)

## Hình ảnh

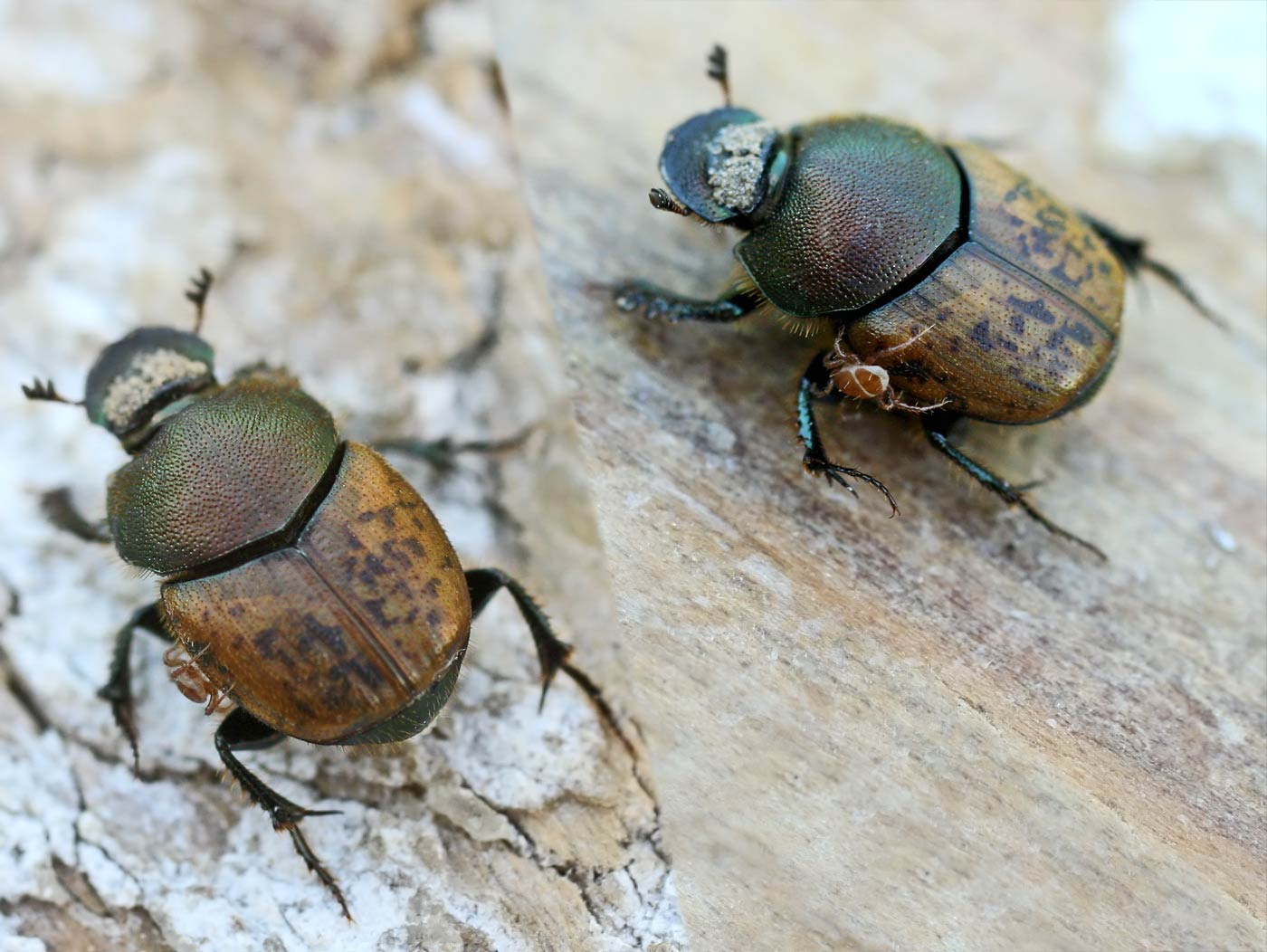
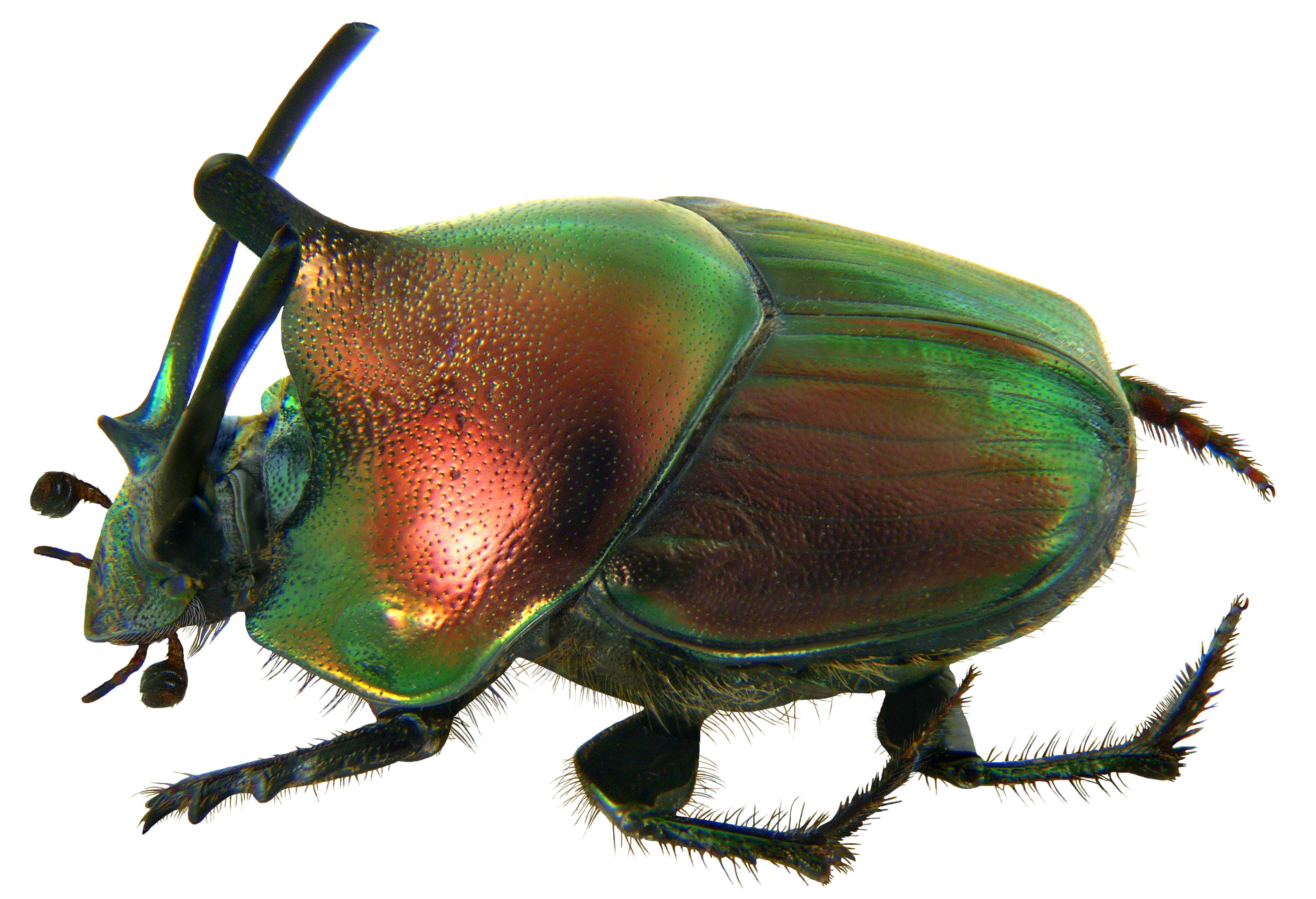
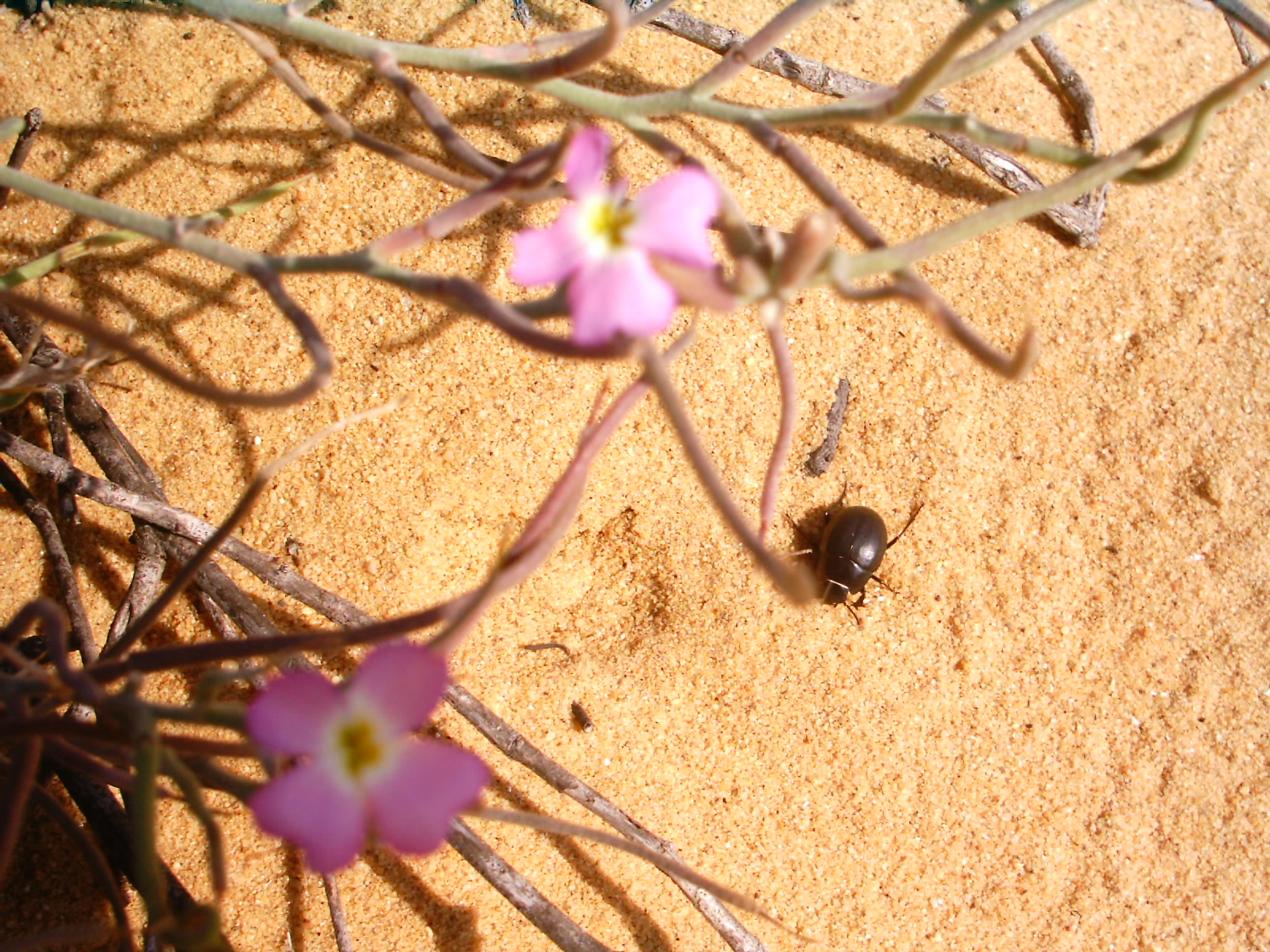
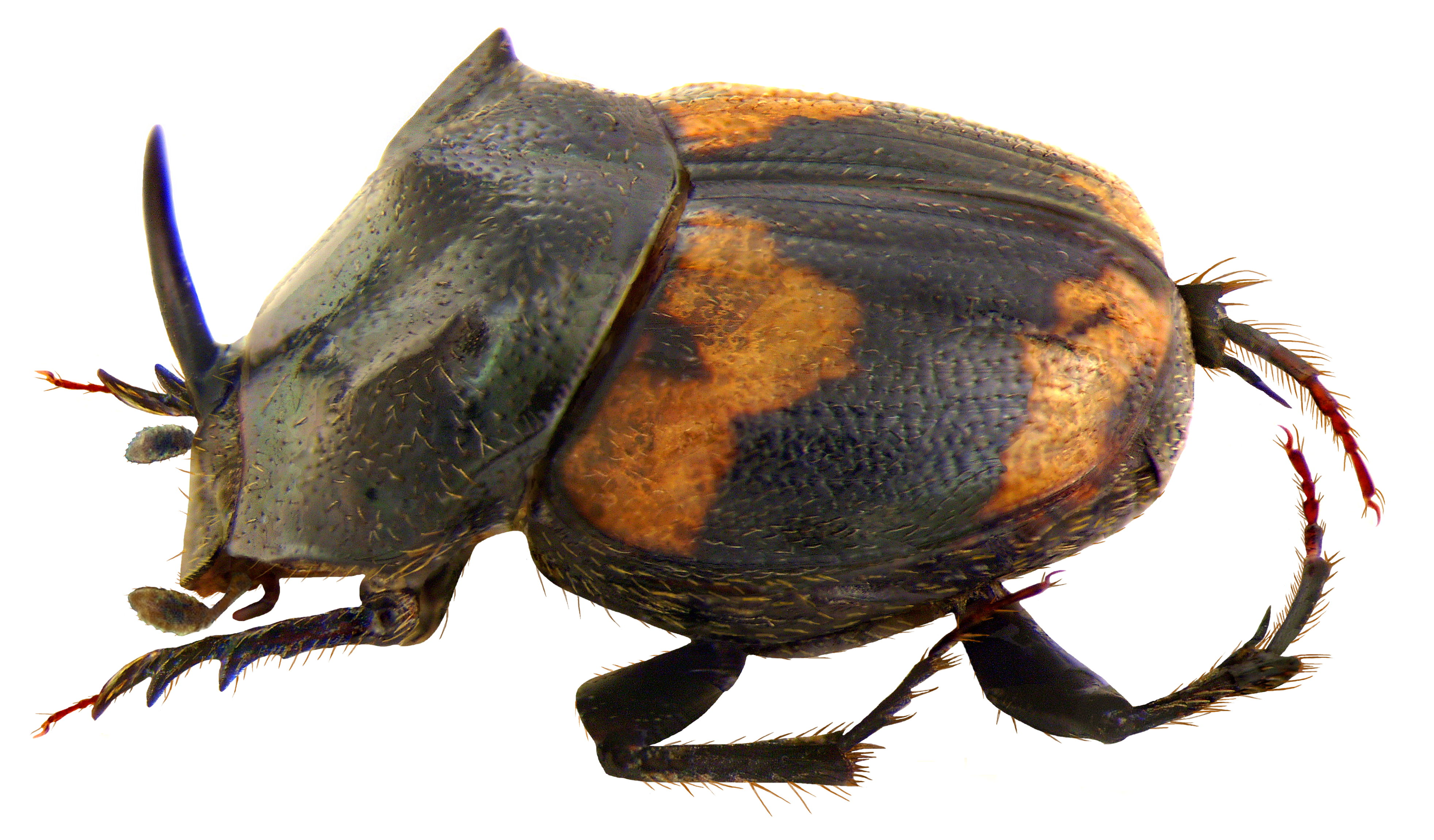